# Skudattentatet på en natklub i Istanbul
Skudattentatet på en natklub i Istanbul var et skudattentat, der fandt sted en time efter midnat 1. januar 2017 på natklubben Reina Club i den europæiske del af Istanbul i Tyrkiet. Islamisk Stat hævdede efterfølgende, at de havde foretaget attentatet.

## Angrebet
Angrebet kostede 39 mennesker livet (heraf 16 udlændinge og én politibetjent) og sårede 70 ud af ca. 700 tilstedeværende. Angrebet, hvor gerningsmanden nåede at affyre mellem 170 og 180 skud, varede syv minutter, hvorefter gerningsmanden efterlod sit våben og stak af. Ifølge nogle kilder var der to gerningsmænd, men den lokale guvernør siger, at der kun er én. Gerningsmanden var ifølge nogle kilder klædt ud som julemand. Senere viste det sig, at den formodede gerningsmand var optaget af natklubbens videoovervågning iført en nissehue.
Ifølge Al Jazeera blev en gerningsmand dræbt, hvilket ikke er bekræftet af myndighederne, der til gengæld bekræfter, at der ledes efter en gerningsmand. Tyrkiske medier har fået besked om ikke at dække angrebet. Dels fordi man dermed ville gå "terroristernes ærinde". Dels for ikke at sprede frygt i befolkningen.
Ifølge naklubbens ejer var natklubben 7-10 dage i forvejen blevet advaret af den amerikanske efterretningstjeneste om, at der kunne komme et angreb, hvorfor der var sørget for ekstra beskyttelse. Dette bliver dog afvist af den amerikanske ambassade i Tyrkiet, der dog siger, at de har udsendt en generel advarsel.
Blandt ofrene var tyrkere, saudiarabere, marokkanere, libanesere, libyere, en israeler og en person med dobbelt belgisk/tyrkisk statsborgerskab.